# Unió Nacional (Suïssa)
La Unió Nacional (en francès: Union nationale) va ser un partit feixista francòfon a Suïssa entre 1932 i 1945.
El partit va ser fundat a Ginebra l'any 1932 per l'advocat i escriptor Georges Oltramare. Destacat pels seus escrits antisemites, Oltramare havia fundat l'Ordre Polític Nacional el 1930, que es va fusionar amb la Unió de Defensa Econòmica, fundada el 1923, per formar la Unió Nacional. Oltramare va passar quatre anys com a membre de l'Assemblea Federal de Suïssa en representació de la Unió Nacional. Es va fer notori per una manifestació a Ginebra el 9 de novembre de 1932 quan la seva marxa cap a la Salle Communale de la ciutat va ser contramanifestada pel Partit Socialista Suís. En els aldarulls posteriors, l'exèrcit suís va obrir foc contra els socialistes i va provocar 13 morts.
La Unió Nacional va començar a decaure a finals de la dècada de 1930. El 1940, Oltramare va deixar la direcció del partit quan es va traslladar al París ocupat pels alemanys per cooperar més estretament amb els nazis. El partit es va dissoldre el 1945.